# Bironosaure
Byronosaurus (“llangardaix de Byron”) és un gènere de dinosaure troodòntid que va viure durant el Cretaci superior (fa aproximadament 85 milions d'anys, en el Campanià), en el que és avui Mongòlia.

## Descobriment i nomenclatura
El 1933, Michael Novacek i altres membres d'una expedició del Museu Americà d'Història Natural (American Museum of Natural History) al desert de Gobi van trobar l'esquelet d'un petit teròpode a Ukhaa Tolgod. Aquest va ser excavat posteriorment entre 1994 i 1995. La troballa es va mostrar en una publicació el 1994. El 15 de juliol de 1996 es va descobrir, al pujol Bolor (a uns vuit quilòmetres de la ubicació original), el crani d'un segon espècimen.
L'any 2000, Mark Norell, Peter Malovicky i James Clark nomenaren i descrigueren el tipus Byronosaurus jaffei. El nom de l'espècie homenatja Byron Jaffe «en reconeixement del suport de la seva família a l'Acadèmia de Ciències de Mongòlia-Expedicions Paleontològiques del Museu Americà d'Història Natural» Mongolian Academy of Sciences-American Museum of Natural History Paleontological Expeditions.
L'holotip IGM 100/983 va ser trobat en una capa de la formació Djadokhta datada en el Campanià superior. Aquest consisteix en un esquelet parcial i el crani. Conté part del crani amb les mandíbules inferiors, tres vèrtebres del coll, tres vèrtebres de l'esquena, part d'una vèrtebra del sacre, quatre vèrtebres parcials de la cua, costelles, la part distal d'un fèmur, l'acabament superior d'una tíbia i un fíbula, un segon metatarsià i tres falanges del peu. El paratip (espècimen IGM 100/984) és el crani trobat el 1996, del qual se'n preserva només el musell. Ambdós espècimens són d'individus adults. L'esquelet va ser descrit en detall el 2003.
El 2009, dos ossos frontals i les mandíbules inferiors d'individus molt joves (espècimens IGM 100/972 i 100/974), potser acabats de sortir de l'ou, van ser associats a Byronosaurus després d'haver estat identificats com exemplars de Velociraptor.

## Descripció
Byronosaurus és un troodòntid, un grup de maniraptors gràcils, petits i semblants als ocells. Tots el troodòntids coneguts comparteixen característiques úniques en el crani, com una disposició estreta de les dents a la mandíbula inferior. Els troodòntids tenen ungles corbades, mans de depredador i alguns dels coeficients de cefalització més grans entre els no avials, que significa que tenien una conducta avançada i sentits aguts. Byronosaurus és un dels pocs troodòntids que no té les dents serrades, com el seu parent més proper Xixiasaurus. Byronosaurus feia 1.5 m de llarg, 50 cm d'alt i pesava uns 4 kg. Les seves dents eren molt punxegudes, probablement millor ajustades per a capturar petits ocells, sargantanes i mamífers. En això s'assemblen a Arqueòpterix. El crani de l'holotip mesura uns trenta-tres centímetres. El morro està pneumatitzat, amb un sinus a cada maxil·la.

## Cranis de cries
Mark Norell et al. van descriure dos exemplars acabats de néixer o embrions propers a l'eclosió de Byronosaurus, els espècimens IGM 100/972 i IGM 100/974, en 1994. Els dos espècimens es van trobar en un niu d'ous d'oviraptòrids en la ‘Flaming Cliffs’ del Cretàcic superior de la formació Djadokhta de Mongòlia. El niu és certament d'oviraptorosaure, ja que un embrió de oviraptòrid encara es conserva dins d'un dels ous. Els dos cranis parcials van ser descrits per primera vegada per Norell i altres en 1994 com dromeosàurids, però reassignat a Byronosaurus després de l'estudi addicional. Els cranis joves eren de cries o embrions amb fragments de closca adherits, encara que sembla closca d'ou d'oviraptòrid. La presència de petits cranis de Byronosaurus en un niu oviraptòrid és un enigma. S'han fet hipòtesis que explicarien com van arribar allà, com ara que van ser preses d'un oviraptòrid adult, que les dipositaria allà perquè les aprofitessin les cries d'oviraptòrid, o que un Byronosaurus adult podria haver post en un niu de Citipati en un cas de parasitisme de posta.